# Cali≠gari
cali≠gari – japoński rockowy zespół visual kei powstały w koncepcji eroguro (erotic grotesque). Zespół został założony w 1992 roku, a nazwa została zaczerpnięta z filmu Gabinet doktora Caligari. Ich pierwszy singel ukazał się w styczniu 1994 roku, zasłynęli jednak wydając singel „Dai 7 Jikkenshitsu Yokokuban -Maguro-” w kwietniu 2002 roku. Zespół przerwał swoją działalność po koncercie 22 czerwca 2003 roku. W kwietniu 2009 roku zespół zapowiedział swoją reaktywację i wydał album z największymi przebojami i DVD.

## Muzycy

### Obecny skład zespołu
- Shūji Ishii (jap. 石井秀仁 Ishii Shūji) – wokal, gitara (od 2000)
- Ao Sakurai (jap. 桜井青 Sakurai Ao) – gitara, wokal (od 1989)
- Kenjirō Murai (jap. 村井研次郎 Murai Kenjirō) – gitara basowa (od 1996)
- Makoto Takei (jap. 武井誠 Takei Makoto) – perkusja (od 1999)

### Byli członkowie zespołu
- Kureiju (jap. 紅梁樹) – wokal (1993)
- Shin (jap. 真) – wokal (1994–1995)
- Shūji (jap. 秀児) – wokal (1996–2000)
- Keji (jap. 圭児) – gitara basowa (1993–1994, 1996)
- Kazuya (jap. 和也) – gitara basowa (1994–1995)
- Katsumi (jap. 克弥) – perkusja (1989–1999)

- - Shūji odszedł z zespołu 1 czerwca 2000 roku i został zastąpiony przez Shūji Ishii. Ze względu na ich identyczne imiona było pewne zamieszanie na początku, a nowy wokalista Shūji Ishii zawsze przedstawiał się jako „ten DRUGI Shūji”.

## Dyskografia

### Dema
- Dai 1 Jikkenshitsu (jap. 第1実験室) (28 stycznia 2994)
- Sennou (jap. 洗脳) (15 maja 1994)
- Outo (jap. 嘔吐) (21 sierpnia 1997)
- Oyasumi Nasai (jap. オヤスミナサイ) (30 sierpnia 1997)
- Outo Oyasumi Nasai (jap. 嘔吐・オヤスミナサイ) (1 listopada 1997)

### Albumy i EPs
- Dai 2 Jikkenshitsu (jap. 第2実験室) (17 sierpnia 1996)
- Dai 3 Jikkenshitsu (jap. 第3実験室) (6 czerwca 1998)
- Dai 4 Jikkenshitsu (jap. 第4実験室) (12 grudnia 1998)
- Dai 5 Jikkenshitsu (jap. 第5実験室) (27 czerwca 1999)
- Blue Film (jap. ブルーフィルム) (7 lipca 2000)
- Saikyouiku -Hidari- (jap. 再教育 (左)) (1 stycznia 2001)
- Saikyouiku -Migi- (jap. 再教育 (右)) (1 stycznia 2001)
- Dai 6 Jikkenshitsu (jap. 第6実験室) (14 marca 2001)
- Cali Gari Janai Janai (jap. カリガリじゃない) (20 grudnia 2001)
- Dai 7 Jikkenshitsu (jap. 第7実験室) (4 kwietnia 2002)
- 8 (5 marca 2003)
- Good Bye. (jap. グッド、バイ。) (22 czerwca 2003)
- cali≠gari no sekai (jap. cali≠gariの世界) (20 maja 2009)
- 10 (26 sierpnia 2009)
- ≠ (17 marca 2010)
- Misshitsu Neurosis (jap. 密室ノイローゼ) (11 lutego 2011)

### Single
- Kinjiki (jap. 禁色) (1 stycznia 1994)
- Kimi Ga Saku Yama (jap. 君が咲く山) (5 maja 2000)
- Dai 2 Jikkenshitsu Kaiteiban -Kaiteiyokokuban- (jap. 第2実験室改訂予告版) (14 marca 2002)
- Dai 7 Jikkenshitsu Yokokuban -Maguro- (jap. 第7実験室予告版〜マグロ〜) (4 kwietnia 2002)
- Dai 2 Jikkenshitsu Kaiteiban (16 lipca 2002)
- Shitasaki 3-pun Size (jap. 舌先3分サイズ) (30 października 2002)
- Seishun Kyousoukyoku (jap. 青春狂騒曲) (21 lutego 2003)
- 9 -tou- Hen (jap. ９－踏－編) (22 lipca 2009)
- 9 School Zone Hen (jap. ９　スクールゾーン編) (22 lipca 2009)
- ♯ Shabaranda-hen (jap. ♯ 娑婆乱打編) (24 sierpnia 2011)
- Zoku, Tsumetai Ame (jap. 続、冷たい雨) (11 lutego 2010)
- Trationdemons (2010)
- ♯ Tokyo, 43:00:59-hen (jap. ♯ 東京、43時00分59秒編) (24 sierpnia 2011)
- Kyoujin Nikki (marzec 2011)